# Springland-San Fabian
Springland-San Fabian es una localidad de Trinidad y Tobago, que forma parte de la región de Couva-Tabaquite-Talparo.

## Geografía
La localidad abarca parte de la isla Trinidad y limita al norte con Hermitage, al sur con Gasparillo, al este con Caratal y Parforce y al oeste con Hermitage y Gasparillo.

## Demografía
Datos demográficos de la localidad de Springland-San Fabian:
| Gráfica de evolución demográfica de Springland-San Fabian entre 2000 y 2011 |
|                                                                             |